# Indijanci Sjeverozapadne obale
Indijanci Sjeverozapadne obale (Northwest Coast Indians), ime za grupu američkih Indijanaca koja pripadaju kulturnom području Northwest Coast (Sjeverozapadna obala), što se prostire uskim područjem od zaljeva Yakutat (po drugima od ušća Copper Rivera s Eyak Indijancima)) na Aljaski pa na jug do negdje oko rta Cape Mendocino. Njezine istočne granice su vrhovi Coast Ranges na sjeveru pa na jug do Puget Sounda, Gorje Cascade južno od rijeke Columbia, i obalna brda Oregona i sjeverozapadne Kalifornije.
Sjeverno područje Coast Range strmo uzdiže do 5,000 stopa i više (1,500 metara) od obale oceana ispresjecani bezbrojnim uskim kanalima i fjordovima. Na drugu stranu obale Puget Sounda u Washingtonu kao i brda oregonske obale su niže i manje kršoviti.
Obalne šume su guste, crnogorične, obrasle omorikama, običnom američkom duglazijom (douglas-fir), crvenim i žutim cedrom i redwoodom. Fauna ovih šuma je bogata, a najvažnija za opstanak ovih Indijanaca je akvatička. Ovisilo se primarno na pet vrsta lososa, ribi-svijeći (Eulachon; bogata uljem), ribi snjetac,  te riba poznata kao velika ploča, odnosno halibut, i još nekima, kao i na mekušcima koje su žene sakupljale uz obalu.  Tek nekoliko plemena upuštalo se u hvatanje kitova. 
Indijanac Sjeverozapadne obale kulturno se razlikuje od svih svojih ostalih rođaka Sjeverne Amerike. Ona je domovina potlatcha (potlač), tajnih društava. Njihove kuće najbolje su među svim plemenima sjeverno od Meksika. Imaju veoma razvijenu proizvodnju cedrovine, a obrtničke vještine su im na visokom nivou. Ova plemena poznaju vađenje, topljenje i lijevanje bakra, kojega u sirovom stanju ima u zemlji Tlingita i Tsimshiana.  Od bakra su se pravili štitovi s grbom, koji su služili kao neka vrsta novca.  Chilkat-ogrtač, koji nosi ime po malenom plemenu Chilkat također je vrijedio kao novac. 
Civilizacija Sjeverozapadne obale je jednoobrazna, premda u najjužnijim predjelima ne nalazimo neke običaje kojih ima na sjeveru, to je potlač. 
Druga važna karakteristika koja vrijedi za cijeli ovaj kraj je dvostruka morfologija. Već krajem proljeća ova plemena žive raštrkano po malenim grupama koje se bave lovom, sakupljanjem korijenja i šumskih bobica i riječnim ribolovom na lososa.  Nastupom zime ove raštrkane skupine sakupljaju se po 'gradovima', stalnim naseljima koja se satoje od drvenih kuća, gotovo europskog izgleda u kojima se vodi veoma buran društveni život. To je vrijeme međusobnih posjeta, kada se posjećuju čitava sela, klanovi pa i plemena. Te posjete redovito dosta dugo traju. To je vrijeme sklapanja brakova i priređivanja beskrajnih obreda potlača, u kojima se nemilice troši sve što se tijekom godine marljivo sakupljalo i štedjelo. 
Privatni život također teče na isti način, pa se poziva i dolazi u goste prijateljima ako bi se slučajno uhvatio tuljan ili neka druga veća životinja. U slučaju da se nasuče kit na obalu, u goste se pozivaju svi. 
Sjeverozapadna obala ima izrazito jednoobraznu i moralnu civilizaciju, to je sistem bratstva ili fratrija s računanjem potomstva po ženskoj liniji, a opće odlike društvene organizacije i pogotovo totemizma, gotovo su istovjetni kod svih plemena. 
Ovi Indijanci doista po kulturi nalikuju na Melanežane, osim što kod njih (Indijanaca) ne nalazimo nikakvog agrara, a njihove konfrerije, nisu ništa drugo nego tajna društva, često međuplemenska. Darovima i protivprestacijama plaća se položaj (čin) kao i u Melanezija.

## Podjela Sjeverozapadne obale
Kulturno se u Sjeverozapadnu obalu mogu klasificirati četiri subarealne jedinice ili provincije: 
- Northern ili Sjeverna koja uključuje plemena Tlingit, Haida, Tsimshian, Niska, Gitksan i Haisla i Xaihais, Kwakiutl plemena pod utjecajem Tsimshiana.
- Wakashan provincija, koja uključuje plemena Kwakiutl, Nootka i Bella Bella.
- Coast Salish-Chinook provincija (Obalni Sališ-Činuk), koja uključuje Coast Salishe, Chinooke i razne manje enklave koje jezično pripadaju drugim porodicama: Makah, Quileute, Chimakum, Kwalhioqua, Calapooya, Alsea, Siuslaw, Coos, Umpqua.
- Northwest California (Sjeverozapadna Kalifornija) i Oregon, koja obuhvaća plemena Athapaskan Indijanaca Tututni, Tolowa, Hupa, a i plemena Karok, Wiyot i Yurok. Neki ovom području pridodaju i teritorij Indijanaca Takelma.

## Popis plemena
Ahantchuyuk, Alsea, Atfalati (Tualatin), Auk, Bella Bella, Bella Coola, Calapooya, Cathlamet, Chasta Costa, Chehalis, Chepenafa (Mary's River), Chetco, Chilkat, Chimakum, Chinook, Entiat, Clackamas, Clallam, Clatskanie, Clatsop, Coast Salish, Comox, Coos (Kus), Copalis, Cowlitz, Duwamish, Eyak, Gitksan (Kitksan), Gonaho, Haida, Haisla, Henya, Hoh, Humptulips, Huna, Hupa, Hutsnuwu, Kaigani, Kake, Karok, Kuiu, Kwakiutl, Kwalhioqua, Luckiamute, Lummi, Makah, Muckleshoot, Niska, Nisqually, Nooksack, Nootka, Ozette, Pentlatch (Puntlatsh), Puyallup, Queets (Quaitso), Quileute, Quinault, Salmon River Indijanci, Samish, Santiam, Sanya, Satsop, Semiahmoo, Shoalwater Bay Indijanci, Siletz, Sishiatl, Sitka, Siuslaw, Skagit, Sliammon, Snoqualmie, Songish, Sooke, Squawmish, Stikine, Sumdum, Suquamish, Swallah, Swinomish, Takelma, Taku, Tillamook, Tlingit, Tolowa, Tongass, Tsimshian, Tututni, Twana, Umpqua, Wiyot, Wynoochee, Xaihais, Yakutat, Yamel (Yam Hill), Yaquina, Yoncalla (Yonkalla), Yurok.

## Vanjske poveznice
- Northwest Coast Indians
- NorthWest Coast Indians
- A guide to the Indian tribes of the Pacific Northwest